# Carlos del Coso
Carlos del Coso Iglesias (nacido el 24 de abril de 1933 en Madrid, Comunidad de Madrid) es un exjugador de hockey sobre hierba español. Su logro más importante fue una medalla de bronce en los juegos olímpicos de Roma 1960 con la selección de España. 
Como jugador fue ochenta veces internacional en hockey hierba y treinta veces internacional en hockey sala.  
Seleccionador Nacional de hockey sala en la Real Federación Española de Hockey {RFEH) del 1972 al 1977.  
Condecorado con la Orden Olímpica del Comité Olímpico Español por la medalla de bronce obtenida en los Juegos Olímpicos de 1960.

## Participaciones en Juegos Olímpicos
- Roma 1960, medalla de bronce.
- Tokio 1964, cuarto puesto.
- México 1968, sexto puesto.

## Otras competiciones
1958, 1963. 1964. 1965, 1966, Campeón de España, hockey sala.
1966-1967, campeón de España de Selecciones Regionales de hockey hierba.
1966, Campeón de España de hockey hierba (Copa del Generalísimo)
1963, Medalla de Plata con España en los Juegos Mediterráneos de 1963.